# The Legend of Korra (jogo eletrônico)
The Legend of Korra (ザ・レジェンド・オブ・コーラ, Za Rejendo obu Kōra) é um jogo eletrônico de ação e beat 'em up desenvolvido pela PlatinumGames e publicado pela Activision em 21 de outubro de 2014 para PlayStation 3, PlayStation 4 e Windows e em 22 de outubro de 2014 para Xbox 360 e Xbox One. O jogo foi baseado na série animada de mesmo nome, transmitida pela Nickelodeon de 2012 a 2014, e recebeu análises medianas da crítica especializada. Ele é um dos dois jogos eletrônicos baseados no mesmo enredo da série. O outro, The Legend of Korra: A New Era Begins, é um jogo de estratégia por turnos para o Nintendo 3DS.
Três anos depois de seu lançamento, em 21 de dezembro de 2017, o jogo foi retirado de todas as lojas digitais.

## Jogabilidade
The Legend of Korra é um jogo de ação em terceira pessoa exclusivamente para um jogador. O jogador controla Korra, a heroína da série, lutando contra vilões das duas primeiras temporadas com dominação dos elementos, uma prática espiritual e física similar em aparência a artes marciais orientais, pela qual os dominadores podem mover e alterar os elementos água, terra, fogo e ar. Korra pode alternar entre quatro diferentes elementos a qualquer momento, cada um com seu próprio estilo de combate e movimentos especiais.
O jogo dura em torno de quatro a seis horas para ser completado, mas contém "um tipo de New Game+". Ele inclui um jogo de corrida infinita com Naga e partidas de dominação profissional, onde times de três tentam empurrar os outros para fora de uma arena através da dominação dos elementos. Este modo, que implementa as regras de dominação profissional mostradas na série, são desbloqueadas ao completar o jogo, com o jogador controlando o time "Fire Ferrets", composto por Korra e seus amigos Mako e Bolin.

## Cenário e enredo
O enredo do jogo se passa durante as duas semanas entre a segunda e a terceira temporada da série, que foram ao ar em 2013 e 2014, respectivamente. Korra é antagonizada por um "bloqueador de chi" que, no começo do jogo, apaga todas as suas habilidades de dominação, que ela deve reconquistar através da história. O vilão principal do jogo, Hundun, tem o mesmo nome de uma entidade caótica da mitologia chinesa. Um mal antigo, anteriormente preso no mundo espiritual, ele foi libertado para o mundo físico através da abertuda do portal dos espíritos causada por Korra no fim da segunda temporada. O jogo mostra-o a disseminar o caos pelo mundo e tentar se vingar dos Avatares.

## Desenvolvimento
Um jogo baseado na série animada de drama A Lenda de Korra, sequência de Avatar: The Last Airbender transmitida de 2012 a 2014, foi anunciado em junho de 2014. Ele foi desenvolvido pela PlatinumGames e publicado pela Activision. O jogo foi escrito por Tim Hedrick, também escritor da série, que colaborou com Bryan Konietzko e Michael Dante DiMartino no enredo e em seu vilão principal. As cinemáticas foram animadas pela Titmouse, Inc., e a arte da capa, escolhida por voto popular, foi desenhada pela designer de personagens Christie Tseng. O jogo utilizou a mesma trilha sonora e dubladores da série.
Robert Conkey da Activision explicou que haviam escolhido a PlatinumGames graças a seu histórico de desenvolvimento de jogos de ação, que ele descreveu como tendo um estilo "muito suave, muito chamativo e muito legal." O produtor Atsushi Kurooka da PlatinumGames disse que escolheu adaptar A Lenda de Korra, uma série desconhecida no Japão, depois de assistí-la com a ajuda de roteiros transcritos e ficar impressionado com a mistura da série de "ação interessante, uma história muito boa, comédia e romance." De acordo com Kurooka, o estúdio queria que o jogo emulasse a aparência e ação da série o mais perfeitamente possível, incluindo seus visuais e direção de som; Kurooka disse que capturas de tela do jogo eram indistinguíveis de capturas da série.

## Recepção

### Antes do lançamento
Críticas do jogo durante seu desenvolvimento foram geralmente positivas. Depois de jogar uma versão alfa do projeto em junho de 2014, a Destructoid descreveu o jogo como um "jogo sólido de ação". O crítico elogious a implementação profunda de vários estilos de dominação, o sistema de combate fluido e detalhado e o estilo de arte. O jornalista da GameSpot foi "encorajado pelo estilo de arte e alguns aspectos do combate," mas incerto de se os desenvolvedores conseguiriam balancear a fidelidade à série e as expectativas de qualidade na jogabilidade combativa, elevadas graças a seus títulos anteriores. A IGN descreveu a versão como tendo "toda a profundidade esperada dessa desenvolvedora combinada a uma interpretação artística fiel" do material original, notando o sistema de combate "surpreendentemente profundo" e as "animações recriadas com tato" da série.

### Depois do lançamento
The Legend of Korra recebeu críticas "mistas ou medianas" em seu lançamento de acordo com o agregador de críticas Metacritic. Ele foi criticado por Dan Stapleton da IGN como um "jogo licenciado mal-feito que não consegue nem se manter como um jogo de ação em terceira pessoa competente." O crítico notou o combate simplista do jogo, a falta do charme e inteligência presentes na série e as cinemáticas de baixa qualidade. Kevin VanOrd da GameSpot também foi muito crítico ao jogo, escrevendo que ele "tenta o seu melhor para susbtituir The Last Airbender de M. Night Shyamalan como 'pior coisa relacionada a Avatar já produzida'." Chris Carter da Destructoid resumiu o jogo como uma "aventura curta mas boa" sem qualquer narrativa real que parece "uma versão 'light' dos jogos anteriores da Platinum". Para a Polygon, Philip Kollar descreveu o jogo como uma "experiência curta e rasa cheia de segmentos que parecem mal planejados e mal considerados", com mecânicas frustrantes e minijogos irritantes. Paul Tassi da Forbes, notando as críticas "severas" recebidas pelo jogo, escreveu que, como outras adaptações da série, ele mostra "uma falta de entendimento fundamental do material original, completamente livre de qualquer enredo e outros personagens além da própria Korra." Para Simon Parkin da Eurogamer, as fraquezas do jogo eram as "marcas de um projeto de contrato apressado para ser lançado antes do Natal," e considerou o jogo "um erro que significa que o nome da Platinum não mais garante qualidade."